# Ourapteryx incaudata
Ourapteryx incaudata là một loài bướm đêm trong họ Geometridae.